# آیت ام‌البخث
ایت اوام ال بخت (به فرانسوی: Ait Oum El Bekht) یک منطقهٔ مسکونی در مراکش است که در تادله ازیلال واقع شده‌است.

## خصوصیات
ایت اوام ال بخت ۹٬۸۹۳ نفر جمعیت دارد.